# Мишівкові
Мишівкові (Sminthidae) — родина мишоподібних стрибакуватих гризунів. Вони представлені лише одним сучасним родом, Sicista з 19 видами, що проживають на більшій частині Євразії від центральної Європи, до Сибіру та до південного Китаю.
Однак Sminthidae були значно різноманітнішими й мали ширший ареал у доісторичні часи. Sminthidae жили по всій Північній Америці до епохи раннього плейстоцену. Добре підтверджені скам'янілості датуються раннім олігоценом.
Раніше рід Sicista був поміщений до родини Dipodidae поряд із заподовими, однак філогенетичні дані підтверджують, що всі три належать до різних родин.

## Сучасні види
Рід мишівка (Sicista):
1. Sicista armenica
2. Sicista betulina
3. Sicista caucasica
4. Sicista caudata
5. Sicista cimlanica
6. Sicista concolor
7. Sicista kazbegica
8. Sicista kluchorica
9. Sicista loriger
10. Sicista napaea
11. Sicista pseudonapaea
12. Sicista severtzovi
13. Sicista strandi
14. Sicista subtilis
15. Sicista talgarica
16. Sicista terskeica
17. Sicista tianshanica
18. Sicista trizona
19. Sicista zhetysuica

## Викопні роди
Відомі підтверджені роди:
1. рід †Allosminthus
2. рід †Breviforamen
3. рід †Heosminthus
4. рід †Heterosminthus
5. рід †Gobiosminthus
6. рід †Lophocricetus
7. рід †Macrognathomys
8. рід †Megasminthus
9. рід †Miosicista
10. рід †Parasminthus
11. рід †Plesiosminthus
12. рід †Schaubemys
13. рід †Shamosminthus
14. рід †Sinosminthus
15. рід †Tyrannomys

Еоценові роди Primisminthus та Banyuesminthus можуть представляти найстаріших представників Sminthidae, хоча інші дослідження припускають, що вони можуть бути базальними стрибакуватими.